# Cowboys (película)
Cowboys es una película dramática estadounidense de 2020, escrita y dirigida por Anna Kerrigan. La película está protagonizada por Steve Zahn, Jillian Bell, Sasha Knight y Ann Dowd.
Tuvo su estreno mundial en el Outfest el 22 de agosto de 2020, y fue estrenada el 12 de febrero de 2021 en los Estados Unidos por Samuel Goldwyn Films.

## Argumento
Troy, el atribulado pero bien intencionado padre del chico trans, Joe, se va con él a la naturaleza salvaje de Montana, perseguidos por la policía, después de que su esposa Sally, de quien se ha separado recientemente, se niega a dejar que Joe viva como su yo auténtico.

## Reparto
- Steve Zahn como Troy
- Jillian Bell como Sally
- Sasha Knight como Joe
- Ann Dowd como Faith Erickson
- Gary Farmer como Robert Spottedbird
- Chris Coy como Jerry
- A.J. Slaght como Stevie
- Bob Stephenson como George Jenkins
- John Beasley como Ben
- John Reynolds como Grover

## Producción
En una entrevista con PopMatters, Kerrigan dijo que nunca hubo dudas sobre elegir a un actor transgénero o no binario para interpretar el papel de Joe, y que después de encontrar al recién llegado Sasha Knight, «era obvio que él era nuestro Joe».

## Estreno
Cowboys tuvo su estreno mundial en el festival de películas con temática LGBT Outfest el 22 de agosto de 2020, y un tiempo después, Samuel Goldwyn Films adquirió los derechos de distribución. La película originalmente estaba programada para tener su estreno mundial en el Festival de cine de Tribeca en abril de 2020, sin embargo, debido a la pandemia de COVID-19, el festival fue cancelado. Finalmente se lanzó el 12 de febrero de 2021.

## Recepción
En el sitio web de revisión y reseñas Rotten Tomatoes, la película obtuvo un índice de aprobación del 91% sobre la base de 56 reseñas, con una calificación promedio de 7.4/10. El consenso de los críticos del sitio web dice: «Cowboys explora temas cargados de emociones con mano firme, destacando la humanidad de sus personajes en una historia de dinámica familiar tensa e identidad de género».